# Малиновка (Тамбовский район)
Мали́новка — село в Тамбовском районе Тамбовской области России. Административный центр Малиновского сельсовета.

## География
Село находится на берегу реки Поганка (приток реки Цна), на расстоянии 33 км к северу от города Тамбов, административного центра района и области.

### Часовой пояс
Село Малиновка, как и вся Тамбовская область, находится в часовой зоне МСК (московское время). Смещение применяемого времени относительно UTC составляет +3:00.

## Население
| 2002 | 2010 |
| ---- | ---- |
| 972  | ↘905 |

### Национальный состав
Согласно результатам переписи 2002 года, в национальной структуре населения русские составляли 99 % из 972 чел.

## Улицы
| - ул. Заречная, - ул. Озёрная, - ул. Полевая, | - ул. Центральная, - ул. Школьная, - ул. Энтузиастов. |